# Middlesex
|  | Per a altres significats, vegeu «Middlesex (desambiguació)». |

Middlesex és un antic comtat tradicional d'Anglaterra, que va existir com a ens administratiu del Regne Unit des del 1889 fins al 1965. El comtat va ser abolit, i la major part del seu territori s'afegí el 1965 a la regió del Gran Londres. En recorda el nom la Universitat de Middlesex.